# 2 Girls 1 Cup
2 Girls 1 Cup (lett. "2 ragazze 1 tazza") è il nome non ufficiale dato al trailer di Hungry Bitches, film brasiliano porno scat uscito nell'estate del 2007.
Il filmato mostra due donne che si cimentano in pratiche fetish molto spinte: defecano in una coppa per poi dedicarsi alla coprofagia e infine vomitarsi addosso l'un l'altra. Durante il trailer è udibile il brano Lovers Theme di Hervé Roy, tema di Delusions of Grandeur.
La clip, della durata di un minuto, è divenuta un fenomeno virale grazie ai blog sparsi sulla rete e alle cosiddette video-reaction, cioè filmati nei quali persone che avevano già visto il trailer lo mostrano ad amici, familiari e conoscenti che lo visionano per la prima volta rimanendo disgustati: a metà ottobre 2007 i siti di video sharing come YouTube furono pieni di questi video-reazione.

## Storia
La pellicola, girata in Brasile, venne ideata dal produttore Marco Antônio Fiorito ed è prodotta dalla MFX Media, una delle sue tante compagnie. Fiorito descrive se stesso come un "feticista compulsivo" e originariamente produceva video di foot fetish, ma passò presto alla coprofagia. Fiorito disse che i suoi film erano legali in Brasile, ma le autorità degli Stati Uniti ne ritennero osceni alcuni e sporsero denuncia contro Danilo Croce, avvocato brasiliano residente in Florida e funzionario di una compagnia responsabile della distribuzione dei film di Fiorito negli Stati Uniti. Croce accettò un plea bargaining e fu condannato a tre anni di libertà vigilata più un pagamento di 98.000 dollari. Fiorito affermò allora di non sapere che i suoi film fossero illegali negli Stati Uniti e che, nel girare alcune scene, spesso fu usato del cioccolato al posto delle feci per volere degli attori.
Nei primi due secondi del trailer vengono mostrati la stringa "MFX 1209", codice di produzione del film, e il sito web della MFX Media, "mfxvideos.com" (poi divenuto mfxmedia.com). Questo portò alcuni media a credere erroneamente che il film fosse tra quelli che Croce dovette censurare agli Stati Uniti.

## Impatto culturale

### I video-reazione
Il fattore che per primo favorì la diffusione del meme furono le reazioni alla visione del trailer: la maggior parte dei reaction video pubblicati su YouTube mostrano alcune persone che convincono amici a guardare il trailer originale, che non viene mai inquadrato, filmando il loro comportamento. Persino Joe Rogan, ex presentatore del programma Fear Factor (famoso per le cose disgustose che i concorrenti che vi partecipavano erano obbligati a mangiare), dovette voltarsi guardando il trailer in un video postato sul suo blog. Un video pubblicato invece su Digg diventò popolare poiché il soggetto che guardava 2 Girls 1 Cup era un pupazzo di Kermit la Rana. Anche in un episodio de I Griffin Brian osserva le reazioni disgustate di Stewie che guarda il trailer. Nel gennaio del 2008, il sito Slate documentò il fenomeno con una slideshow contenente alcuni video-reazione. Anche l'autrice americana Violet Blue espresse le sue opinioni sul meme in un articolo sul San Francisco Chronicle. Il "Nerd Genuino" Toby Radloff rimase talmente schifato dal video che lo dovette immediatamente guardare di nuovo. Il pornostar Ron Jeremy scappò dal programma radiofonico americano The Playhouse durante la visione mentre, sempre sullo stesso programma, il cantante Wyclef Jean stette seduto a guardare per tutta la durata del video, senza reagire o distogliere lo sguardo, mangiandosi una pannocchia. Infine, Ace Frehley, chitarrista dei KISS, guardò il trailer al The Opie and Anthony Show nel luglio del 2009, restando impassibile e dichiarando alla fine: "Sulla strada succedono cose più pazze di questa."

### Parodie
In un cortometraggio del cantante John Mayer, postato sul suo blog e intitolato 2 Guys 1 Cup ("2 ragazzi 1 tazza"), Mayer e Sherrod Small, inviato di Best Week Ever, gustano dello yogurt gelato Pinkberry nello stesso modo in cui le ragazze del trailer mangiano le feci. Anche il blogger Perez Hilton ha messo su YouTube una sua parodia del trailer, intitolata 1 Guy 1 Jar ("1 ragazzo 1 vasetto", palese riferimento a un altro video-shock rintracciabile su internet), dove inizia a mangiare del burro di arachidi da un vasetto nello stesso stile del video originale. I registi Justin Roiland e Christian Le Guilloux hanno creato una serie di cinque minuti chiamata 2 Girls, 1 Cup: The Show ("2 ragazze, 1 tazza: lo show") per il sito di competizione di corti Channel 101: debuttò il 27 gennaio 2008. Brandon Hardesty pubblicò un video chiamato 1 guy 1 Lunchable ("1 ragazzo 1 Lunchable"), nel quale mangia dei Kraft Lunchable. Il comico canadese Jon Lajoie ha composto una canzone intitolata 2 Girls 1 Cup song ("La canzone di 2 Girls 1 Cup"), che descrive le azioni svolte nel trailer dalle ragazze come fossero il loro modo per esprimere i sentimenti di amore: il video della canzone ha avuto successo, registrando più di nove milioni di visite su YouTube. La rivista satirica tedesca Titanic scherzò sulla morte di Osama bin Laden e sulla squadra di sicurezza nazionale degli USA nella Situation Room della Casa Bianca durante l'operazione militare.